# Welterbe in Belarus
Zum Welterbe in Belarus gehören (Stand 2024) vier UNESCO-Welterbestätten, darunter drei Stätten des Weltkulturerbes und eine Stätte des Weltnaturerbes. Zwei dieser Stätten sind grenzüberschreitend oder transnational.
Belarus hat die Welterbekonvention 1988 ratifiziert. Durch eine grenzüberschreitende Erweiterung eines bestehenden Welterbes entstand 1992 das erste Welterbe mit belarussischer Beteiligung. Die erste eigene Welterbestätte folgte 2000. Die bislang letzte Welterbestätte wurde 2005 eingetragen.

## Welterbestätten
Die folgende Tabelle listet die UNESCO-Welterbestätten in Belarus in chronologischer Reihenfolge nach dem Jahr ihrer Aufnahme in die Welterbeliste (K – Kulturerbe, N – Naturerbe, K/N – gemischt, (G) – auf der Liste des gefährdeten Welterbes).
| Bild                                                                          | Bezeichnung                                                                          | Jahr | Typ | Ref. | Beschreibung |
| ----------------------------------------------------------------------------- | ------------------------------------------------------------------------------------ | ---- | --- | ---- | --- |
| Waldgebiet Bialowieza                                                         | Waldgebiet Bialowieza                                                                | 1979 | N   | 33   | Bei dem Welterbe handelt es sich um einen ausgedehnten Waldkomplex, Rückzugsort der letzten Wisente und anderer großer Säugetiere. Das 1979 eingerichtete, ursprünglich polnische Welterbe wurde 1992 durch die Erweiterung um ausgedehnte Waldflächen in Belarus zu einem grenzüberschreitenden Naturerbe. 2014 wurde das Welterbe nochmals – überwiegend auf polnischer Seite – erweitert. |
| Schloss Mir                                                                   | Schloss Mir (Lage)                                                                   | 2000 | K   | 625  | Das Schloss wurde im 16. Jahrhundert erbaut. Es befindet sich nahe der Stadt Mir. |
| Struve-Bogen                                                                  | Struve-Bogen                                                                         | 2005 | K   | 1187 | Die transnationale Welterbestätte umfasst 34 besonders markierte geodätische Messpunkte entlang des nach dem Astronomen Wilhelm von Struve benannten Meridianbogens in Estland, Finnland, Lettland, Litauen, Moldawien, Norwegen, Russland, Schweden, der Ukraine und Belarus, welche in der ersten Hälfte des 19. Jahrhunderts zur genauen Bestimmung der Erdfigur in Nord- und Osteuropa errichtet wurden. In Belarus gehören dazu je ein Messpunkt in Aschmjany und Selwa sowie drei Messpunkte in Iwanowo |
| Architektonisches und kulturelles Erbe der Adelsfamilie Radziwill in Nieswiez | Architektonisches und kulturelles Erbe der Adelsfamilie Radziwill in Nieswiez (Lage) | 2005 | K   | 1196 | Die Radziwill-Dynastie baute in Njaswisch (Nieswiez) ab dem 16. Jahrhundert an einem Ensemble, bestehend aus dem Residenzschloss und der Fronleichnamskirche. Verbunden mit der Bedeutung der Familie ist auch der Einfluss auf Wissenschaft, Kunst, Kunsthandwerk und Architektur, den sie ausübten. |

## Tentativliste
In der Tentativliste sind die Stätten eingetragen, die für eine Nominierung zur Aufnahme in die Welterbeliste vorgesehen sind.

### Aktuelle Welterbekandidaten
Mit Stand 2024 sind sechs Stätten in der Tentativliste von Belarus eingetragen, die letzte Eintragung erfolgte im Mai 2024.
Die folgende Tabelle listet die Stätten in chronologischer Reihenfolge nach dem Jahr ihrer Aufnahme in die Tentativliste.
| Bild                                                                                                 | Bezeichnung                                                                                                 | Jahr | Typ | Ref. | Beschreibung |
| --- | --- | ---- | --- | ---- | --- |
| Augustów-Kanal                                                                                       | Augustów-Kanal                                                                                              | 2004 | K   | 1892 | Gemeinsamer Vorschlag mit Polen. |
| Erlöserkirche und Sophienkathedrale in der Stadt Polazk                                              | Erlöserkirche und Sophienkathedrale in der Stadt Polazk                                                     | 2004 | K   | 1893 | |
| Kirche der Heiligen Boris und Gleb (Kalozha-Kirche) in der Stadt Hrodna                              | Kirche der Heiligen Boris und Gleb (Kalozha-Kirche) in der Stadt Hrodna (Lage)                              | 2004 | K   | 1895 | |
| Wehrkirchen in Belarus, Polen und Litauen                                                            | Wehrkirchen in Belarus, Polen und Litauen                                                                   | 2004 | K   | 1899 | |
| Hölzerne Kultbauten in Polesien (17. bis 18. Jahrhundert)                                            | Hölzerne Kultbauten in Polesien (17. bis 18. Jahrhundert)                                                   | 2004 | K   | 1901 | |
| Denkmäler für die Helden des Großen Patritischen Krieges: Festung Brest und Mamayev Kurgan (Belarus) | Denkmäler für die Helden des Großen Patritischen Krieges: Festung Brest und Mamayev Kurgan (Belarus) (Lage) |      | K   | 6771 | Gemeinsamer Vorschlag mit Russland. In Belarus ist die im 19. Jahrhundert erbaute Festung am westlichen Stadtrand von Brest an der Einmündung des Muchawez in den Bug Teil der Vorschlags. Diese stand bereits zwischen 2004 und 2015 auf der Tentativliste. |

### Ehemalige Welterbekandidaten
Diese Stätten standen früher auf der Tentativliste, wurden jedoch wieder zurückgezogen oder von der UNESCO abgelehnt. Stätten, die in anderen Einträgen auf der Tentativliste enthalten oder Bestandteile von Welterbestätten sind, werden hier nicht berücksichtigt.
| Bild                                                                            | Bezeichnung                                                                     | Jahr      | Typ | Ref. | Beschreibung |
| ------------------------------------------------------------------------------- | ------------------------------------------------------------------------------- | --------- | --- | ---- | --- |
| Biosphärenreservat Bjaresinski                                                  | Biosphärenreservat Bjaresinski                                                  | 1992–1992 | N   | 628  | 1992 abgelehnt, weil es die Kriterien nicht erfüllt                                                                  |
| Turm von Kamenez                                                                | Turm von Kamenez (Lage)                                                         | 2004–2015 | K   | 1894 | auch Weißer Turm genannt, zwischen 1276 und 1288 erbauter Befestigungsturm der Stadt Kamenez.                        |
| Klosterkomplex St. Nicholas in der Stadt Mahiljou                               | Klosterkomplex St. Nicholas in der Stadt Mahiljou                               | 2004–2015 | K   | 1896 | 1669–1672 errichtetes Barockkloster in der Stadt Mahiljou                                                            |
| Palast- und Park-Ensemble in der Stadt Homel                                    | Palast- und Park-Ensemble in der Stadt Homel                                    | 2004–2015 | K   | 1898 | umfasst den Rumiancaŭ-Paskievič-Palast, den Schlosspark, die Kathedrale St. Peter und Paul und eine Kapelle in Homel |
| Architektonisches Ensemble der Francysk Skaryna-Avenue in Minsk (1940er–1950er) | Architektonisches Ensemble der Francysk Skaryna-Avenue in Minsk (1940er–1950er) | 2004–2015 | K   | 1900 | Die Straße wurde 2005 in praspekt Nezalezhnastsi (Unabhängigkeits-Avenue) umbenannt                                  |